# Patrick D. Miller
Patrick D. Miller (Atlanta, 24 ottobre 1935 – Black Mountain, 1º maggio 2020) è stato un biblista statunitense, ministro della Chiesa presbiterana d'America e membro del comitato di traduttori della New Revised Standard Version.

## Biografia
Redattore della rivista Theology Today, nel 1998 fu presidente della  Society of Biblical Literature. Successivamente divenne professore emerito di teologia veterotestamentaria al Seminario Teologico di Princeton nella cattedra che porta il nome di Charles T. Haley.
Nel 2003 fu pubblicato un festschrift intitolato A God So Near: Essays on Old Testament Theology in Honor of Patrick D. Miller, con i contributi di Walter Brueggemann, Frank Moore Cross e Hugh G. M. Williamson.